# Medalha de Campanha das Índias Ocidentais
A Medalha de Campanha das Índias Ocidentais foi uma medalha militar dos Estados Unidos. Essa medalha era concedida a membros da Marinha e do Corpo de Fuzileiros Navais e emitida pelo serviço no teatro da campanha nas Índias Ocidentais da Guerra Hispano-Americana. A medalha foi estabelecida em 27 de junho de 1908 e o primeiro a recebe-la foi o contra-almirante John E. Pillsbury.